# Antoine Mas
Antoine Victorin Mas, né le 25 novembre 1830 aux Bories, commune de Recoules-Prévinquières (Aveyron) et mort le 22 mars 1898 à Recoules-Prévinquières (Aveyron), est un homme politique français.

## Biographie
Médecin à Millau en 1855, il est député de l'Aveyron de 1876 à 1885, siégeant au groupe de la Gauche Républicaine. Il est l'un des 363 qui refusent la confiance au gouvernement de Broglie, le 16 mai 1877. Il est également conseiller général du canton de Vézins-de-Lévézou de 1883 à 1889.

## Sources
- « Antoine Mas », dans Adolphe Robert et Gaston Cougny, Dictionnaire des parlementaires français, Edgar Bourloton, 1889-1891 [détail de l’édition]
- « Antoine Mas », dans le Dictionnaire des parlementaires français (1889-1940), sous la direction de Jean Jolly, PUF, 1960 [détail de l’édition]